# ゲリスリート
ゲリスリート (ドイツ語: Görisried) は、ドイツ連邦共和国バイエルン州シュヴァーベン行政管区のオストアルゴイ郡に属す町村（以下、本項では便宜上「町」と記述する）で、ウンターティンガウ行政共同体を構成する自治体の一つである。

## 地理
ゲリスリートはアルゴイ計画地域に位置する。

### 自治体の構成
この町は、公式には12の地区 (Ort) からなる。このうち小集落や孤立農場などを除く集落を以下に列記する。
- ゲリスリート
- ハーゼンマート
- レーレンハルデ
- フォルダーシュタイク
- ヴィルトベルク

## 歴史
ゲリスリートの歴史は、おそらく中世初期から盛期にかけてフランク王国のガウ・ケルテンシュタインに設けられた計画的な開拓地から始まる。この土地はケンプテン修道院、アウクスブルク司教本部、フュッセンの聖マング修道院、ケムナート家が分割所有した。この町は12世紀のヴィルトベルク付近のロートヴァッサーを巡る争いの際に初めて史料に記録された。ゲリスリート家という家門が最初に現れるのは1377年の史料である。
1803年までゲリスリート家は異なる3つの保護領を治めた。オーバードルフ（アウクスブルク司教）、ネッセルヴァング（聖マング修道院）、ウンターティンガウ（ケンプテン修道院）である。
1803年の帝国代表者会議主要決議以降、この町はバイエルン領となった。バイエルンの行政改革に伴う1818年の市町村令によって現在の自治体が成立した。

### 人口推移
- 1970年 873人
- 1987年 1,011人
- 2000年 1,201人

## 行政
町長はシュテファン・ベーア (CSU) である。

## 文化と見所

### 金メダルの村、Go to GÖ
ゲリスリートは1995年の「僕らの村には未来がある」コンテストで、州大会で金メダル、全国大会で銀メダルを獲得した。よく整備された遊歩道網、自転車道網が自然愛好家を惹きつけている。
「Go to GÖ」（GÖ(RISRIED) へ行け）というタイトルの下、この町では毎年ロックフェスティバルが開催され、有名なカバー・バンドやライブ・バンドが参加している。Die Happy や Bananafishbones といったバンドが出演している。

### 聖オスヴァルト教会
ゲリスリートは、ヴィルトベルクおよびシュターデルの支部教会とともに中世末まではオーバーティンガウ教区に属したが、1497年11月5日に独立した教区が創設された。新しい教会は左官のマテウス・マイアーと大工のバルトゥス・キーンツェルによって1631年に建造され、1679年に新しい塔が増築された後、さらに1720年頃に改造された。1823年9月6日の大火で36軒の家屋とともに教会も被害を受けた。1825年から26年にかけて、古い壁を一部再利用して再建が始まり、1830年に献堂されたが、その20年後にはすでに倒壊しかけた状態となった。そこで1840年から49年に基本的な部分は現在も保存されているネオゴシック様式の新教会が建設された。この教会では、1947年から48年にネオゴシック様式の装飾を取り除く改修が行われ、最終的には1980年代の終わりに、教会とそれを取り巻く墓地の近代化が完了した。
椅子は1825年から26年の再建時のものである。また、1850年の旧祭壇も保存されている。さらに1730年から40年に制作された聖オスヴァルトの木像が新しい枠組みによる古典主義様式のスペースに安置されている。

### 聖ウルズラ礼拝堂
聖ウルズラ礼拝堂は、ゲリスリートから約1km南、ヴィルトベルクへの街道沿いにある。ここは1634年から35年にペストによる使者を葬った場所である。1681年に内陣と長堂の東側部分が造られた。聖ウルズラの事蹟を描いた天井画や椅子は当時のものである。

### シュターデルの、アルカンターラの聖ペテロ礼拝堂
この礼拝堂の前身は1675年頃に建てられ、アルカンターラの聖ペテロに捧げられた小さなお堂であった。1725年にシュターデル支部教会が現在の大規模な礼拝堂を建設した。この礼拝堂は巡礼所として発展した。ケンプテンの画家リーヌス・ザイフが1776年に制作した天井フレスコ画は化粧漆喰の中にはめ込まれている。内陣では聖フランチェスコの聖痕を、長堂部の主天井東側ではアルカンターラの聖ペテロとヴォルケンの聖テレージアを見ることができる。天使やシュターデルの村の眺めは新しく描かれたものである。天井の小さな円形部分6つと、2階席に3つ、教会の守護聖人の生涯を題材に描かれた作品がある。内陣アーチの要石にはケンプテン修道院で領主のルーペルト・フォン・ボトマンの紋章がある。

### ヴィルトベルクの、聖ゼバスティアン礼拝堂
2階席の銘文によれば、この礼拝堂は1596年に倒壊した礼拝堂を1652年に再建したものである。現在の建物はフュッセン周辺の建築家ヨハン・ゲオルク・フィッシャーの設計に基づいて1717年に改築されたものである（内陣アーチの銘による）。

### ゲリスリートの巡礼山
ゲリスリートの人々は司祭のヴィルヘルム・アイゼレの下、1867年にカルヴァリの丘を模した巡礼山の建設を始めた。エルベルク礼拝堂の聖像からミュンヘンの建築家ヨハン・ミュラーが関与したことが分かっている。

## 経済と社会資本
1997年にゲリスリートはシュヴァーベンの最も美しい村に選ばれている。

### 教育
- 基礎課程学校 1校

## 引用
1. ↑  https://www.statistikdaten.bayern.de/genesis/online?operation=result&code=12411-003r&leerzeilen=false&language=de Genesis-Online-Datenbank des Bayerischen Landesamtes für Statistik Tabelle 12411-003r Fortschreibung des Bevölkerungsstandes: Gemeinden, Stichtag (Einwohnerzahlen auf Grundlage des Zensus 2011)
2. ↑  Bayerische Landesbibliothek Online